# Les Divas du dancing
Pour les articles homonymes, voir Diva et Dancing.
Singles de Philippe Cataldo
Laisse-là
(1984) Ne t'en fais pas
(1989)
Clip vidéo
[vidéo] « Philippe Cataldo - Les divas du dancing  », sur YouTube
[vidéo] « Lorie - Les divas du dancing  », sur YouTube
[vidéo] « Kate Ryan - Les divas du dancing  », sur YouTube
Les Divas du dancing est une chanson synthpop française, écrite par Jean Schultheis et composée par Philippe Cataldo, qui l'enregistre en single en 1986,. Un des tubes de l'été 1986, et des années 1980. 

## Histoire
Ce tube de variété française est composé par Philippe Cataldo, écrit par Jean Schultheis, et réalisé par Claude Puterflam, sur le thème des séducteurs de divas des pistes de danse de night clubs des années 1980 « Danse (danse, danse, danse), va tanguer sur le parquet ciré, les violons ça fait rêver, les yeux dans les yeux fais les tourner, et fais-toi désirer, toi qui connais si bien le cœur des femmes, tous les mots qui les enflamment, celles qui le temps d'un tango se damnent, frémissantes et parfumées, toi, tu sais où les trouver, les divas du dancing... ».

## Classements
Resté dix-sept semaines au Top 50 (du 28 février au 20 juillet 1987), Les Divas du dancing parvient à se classer à la huitième place du classement durant une semaine. Le single est certifié disque d'argent (pour 250 000 exemplaires vendus) en France.

### Classement hebdomadaire
| Classement (1987)                       | Meilleure position |
| --------------------------------------- | ------------------ |
| Belgique (Wallonie Ultratop 50 Singles) | 18                 |
| France (SNEP)                           | 8                  |

### Classement annuel
| Classement (1987) | Meilleure position |
| ----------------- | ------------------ |
| France (SNEP)     | 53                 |

## Reprises et adaptations
Ce tube est réédité dans de nombreuses compilations de tubes des années 1980. Il est repris en particulier par Kate Ryan (album French Connection, 2009), et Lorie (album Danse de 2012)...